# Коун Вик
Коун Вик (10 ноября 1917 — 27 декабря 1999, Лондон, Великобритания) — камбоджийский государственный деятель, министр иностранных дел (1964—1965 и 1970—1972).

## Биография
Родился в семье провинциального губернатора. Был двоюродным братом Чау Сен Коксал Чхума. Окончил Национальную школу администрации.
В 1940 г. поступил на дипломатическую службу, работал в посольствах в Бангкоке, Лондоне, Дели и Париже. Затем — посол Камбоджи в Индонезии.
- 1964—1965 гг. — министр иностранных дел,
- 1965—1970 гг. — посол в Югославии и странах Центральной Европы по совместительству,
- 1970—1972 гг. — министр иностранных дел Кхмерской Республики генерала Лон Нола. На переговорах в Вашингтоне ему не удалось убедить президента Ричарда Никсона и госсекретаря Генри Киссинджера в содействии по отражению атак красных кхмеров,
- 1973—1975 гг. — посол в Японии.

После победы сторонников Пол Пота эмигрировал во Францию. Считается, что его старший сын, дочь и невестка все погибли от рук красных кхмеров. В конце жизни переехал в Лондон ко второму сыну и дочери.